# Bythaelurus lutarius
Bythaelurus lutarius là một loài cá thuộc họ Scyliorhinidae. Nó được tìm thấy ở Mozambique và Somalia. Môi trường sống tự nhiên của nó là các vùng biển mở miền tây Ấn Độ Dương từ Mozambique và Somalia giữa vĩ tuyến 13° B và 29° N, tại độ sâu giữa 340 và 765 m. Nó dài đến 34 xentimét (13 in).